# Hafferia
Hafferia és un gènere d'ocells de la família dels tamnofílids (Thamnophilidae).

## Taxonomia
Segons la Classificació del Congrés Ornitològic Internacional (versió 10.2, 2020) aquest gènere està format per tres espècies:
- Hafferia fortis - formiguer fuliginós.
- Hafferia zeledoni - formiguer de Zeledón.
- Hafferia immaculata - formiguer immaculat.